# ドメニコ・ギルランダイオ
ドメニコ・ギルランダイオ（Domenico Ghirlandaio [doˈmeːniko ɡirlanˈdaːjo], 1448年6月2日 - 1494年1月11日）は、ルネサンス期のイタリアの画家。
15世紀後半のフィレンツェの人気画家であったギルランダイオの作品は宗教画が主であるが、その画面には当時のフィレンツェの実在の人物や日常生活が描き込まれ、宗教的な厳粛さよりは世俗性が勝っている。ドメニコの女の家族の中には、画家のマイナルディと結婚した者もいる。本名はドメニコ・ビゴルディ（Domenico di Tommaso Curradi di Doffo Bigordi）。イタリアのゴシック期、ルネサンス期の画家には、もっぱら通称で呼ばれる者が多いが、この画家もその一人で、「ドメニコ・ギルランダイオ」とは、「花飾りのドメニコ」の意である。画家の父親で彫金家であった父親のトンマーゾが、当時フィレンツェの若い女性の間に流行していた花の髪飾りを作ることに長けていたため、この通称がついたという。
彫金家であった父は、息子も彫金家になることを希望したが、ギルランダイオは絵画の道に進んだ。修業時代のことはよくわかっておらず、絵画の師も不明である。ギルランダイオは、若き日のミケランジェロが最初に師事した画家としても知られている。
代表作としては、フィレンツェのサンタ・マリア・ノヴェッラ教会（マサッチオの壁画でも知られる）の内陣を飾るマリア伝の壁画群があり、バチカンのシスティーナ礼拝堂側壁の壁画制作にも、サンドロ・ボッティチェッリ、ルカ・シニョレッリ、ペルジーノらとともに参加している。
上述のサンタ・マリア・ノヴェッラ聖堂のマリア伝壁画のうち、『マリアの誕生』の図がもっともよく知られている。この作品は、聖堂の主祭壇のある内陣壁面を飾る宗教画であるが、主題である「マリアの誕生」よりも目立つ形で画面中央付近に描かれているのは、絵の注文主であるトルナブオーニ家の5人の女性たちである。絵の注文主ジョヴァンニ・トルナブオーニはメディチ家のロレンツォ・イル・マニフィコ（豪華公）の叔父であり、当時のフィレンツェの有力者であった。宗教画のなかに制作当時の世俗の人物を描き入れたのは、注文主の強い意向によるものであろう。

## 作品
- 『イエスの洗礼』（1473年）

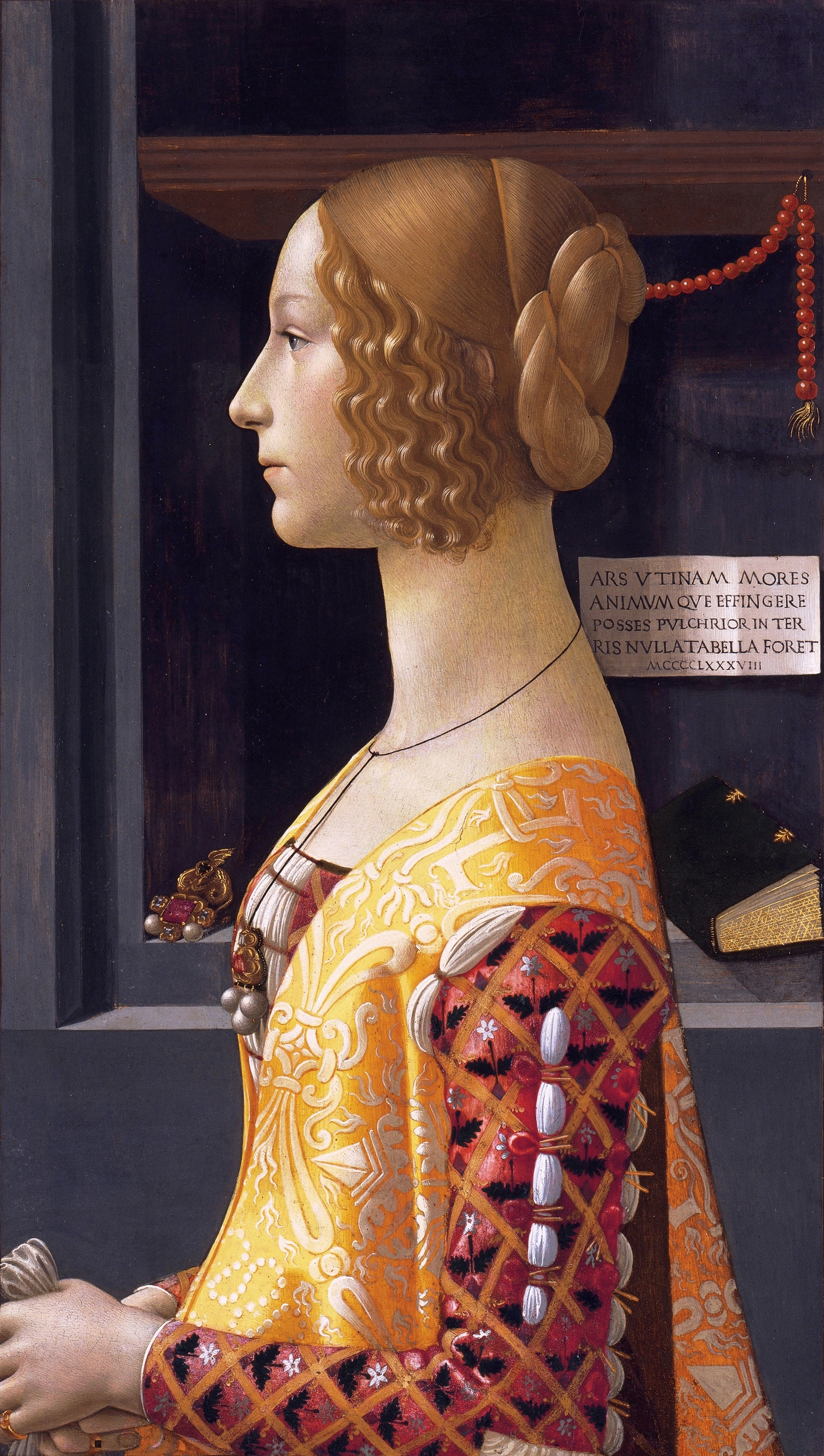
『ジョヴァンナ・トルナブオーニの肖像』1488　ティッセン＝ボルネミッサ美術館（マドリード）

- 『男性の肖像』 （1478年頃）ニューヨーク、メトロポリタン美術館
- 『最後の晩餐』（1480年）フィレンツェ、オーニッサンティ教会壁画
- 『最後の晩餐』（1482年）フィレンツェ、サン・マルコ修道院壁画
- 『聖ペテロと聖アンデレの召命』（1481年-1482年）ローマ、システィーナ礼拝堂壁画
- 『聖フランチェスコの生涯』（1483年-1485年）フィレンツェ、サンタ・トリニタ教会壁画
- 『書斎の聖ヒエロニムス』（制作年不詳）フィレンツェ、オーニッサンティ教会壁画
- 『東方三博士の礼拝』（1485年-1488年）フィレンツェ、捨て子養育院美術館（英語版）所蔵
- 『東方三博士の礼拝』（1487年）フィレンツェ、ウフィッツィ美術館所蔵
- 『ジョヴァンナ・トルナブオーニの肖像』（1488年）マドリード、ティッセン＝ボルネミッサ美術館所蔵
- 『聖母マリアの生涯』フレスコ連作（1485年-1490年）フィレンツェ、サンタ・マリア・ノヴェッラ教会壁画
  - 『マリアの誕生』、『マリアのエリザベト訪問』
- 『サン・ジョバンニ・バッティスティの生涯』（1485年-1490年）フィレンツェ、サンタマリア・ノヴェッラ教会壁画
- 『洗礼者ヨハネ伝』フレスコ（1485年-1490年）フィレンツェ、サンタ・マリア・ノヴェッラ教会壁画
  - 『洗礼者ヨハネの誕生』
- 『牧者の礼拝』フィレンツェ、サンタ・トリニタ教会
- 『トルナブオーニの祭壇画』（1490-1498年頃）ミュンヘン、アルテ・ピナコテーク、絵画館 (ベルリン)、ブダペスト国立西洋美術館などの所蔵

## 和書
- 『ドメニコ・ギルランダイオ　フィレンツェの美神　イタリア・ルネサンスの巨匠たち15』
  エンマ・ミケレッティ、林羊歯代訳　（東京書籍、1994年）　紹介の冊子